# Guy Carpenter & Company
Guy Carpenter & Company, LLC är ett amerikanskt multinationellt försäkringsbolag som verkar främst inom återförsäkringar. De är ett av fyra dotterbolag som utgör försäkrings- och konsultjätten Marsh McLennan.
Företaget har sitt huvudkontor i skyskrapan 1166 Avenue of the Americas på Manhattan i New York i New York.

## Historik
Företaget grundades 1922 av affärsmannen Guy Carpenter och där affärsidén gick ut på att räkna försäkringsbolagets förluster över flera år och därav fick man ut en årlig genomsnittlig återbetalningsavgift för sina kunder. Normen på den tiden var att försäkringsbolagen räknade förlusterna för varje enskilt år, vilket resulterade i att återbetalningsavgifterna blev väldigt höga för sina kunder samt svårhanterliga för vissa. Året efter var Carpenter på en resa över Atlanten och stötte på Henry W. Marsh och Donald R. McLennan, grundarna till Marsh & McLennan, och mötet mellan de tre gick så bra, att Carpenters företag blev senare fusionerad med deras företag.